# Ordem de ligação
Ordem de ligação é o número de ligações químicas entre um par de átomos. Por exemplo, no nitrogênio diatômico N≡N a ordem de ligação é 3, enquanto no acetileno H-C≡C-H a ordem de ligação entre os dois átomos de carbono também é 3. A ordem de ligação indica a estabilidade de uma ligação. Em um contexto mais avançado, a ordem de ligação não precisa ser um número inteiro. Um bom exemplo disto são as ligações entre átomos de carbono na molécula de benzeno, onde os orbitais moleculares deslocalizados contém 6 elétrons pi em seis carbonos, essencialmente, rendendo um meia ligação pi. Juntamente com a ligação sigma cuja ordem de ligação é de 1,5. Além disso, ordens de ligação de 1,1 , por exemplo, podem resultar de cenários complexos e, essencialmente, referir-se a resistência ao cisalhamento em relação a ligações de ordem 1.